# Avishai Margalit

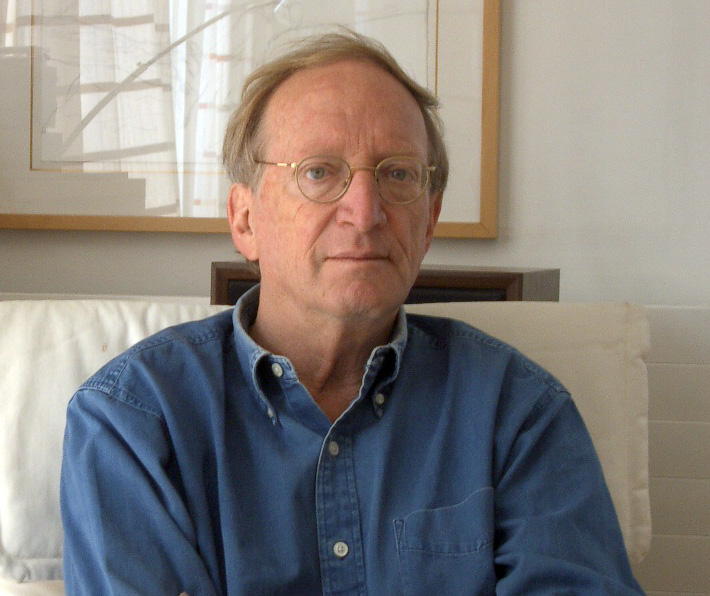
Avishai Margalit, 2008

Avishai Margalit (hebräisch אבישי מרגלית ; * 22. März 1939 in Afula, Palästina, heute Israel) ist ein israelischer Philosoph.

## Leben
Margalit wuchs in Jerusalem auf und studierte dort an der Hebräischen Universität Philosophie und Wirtschaftswissenschaften. Er erwarb den B. A. 1963 sowie den M. A. im Jahr 1965. Margalit leistete seinen Wehrdienst bei der Nahal-Fallschirmjägereinheit, einer Infanterieeinheit der israelischen Armee, die von David Ben Gurion begründet worden war und sowohl Militärdienst als auch Dienst in der landwirtschaftlichen Erschließung des Landes leistet. In dieser Einheit war Margalit an der Eroberung Jerusalems im Sechs-Tage-Krieg beteiligt.
Von 1968 bis 1970 studierte Margalit mit einem Stipendium an der Oxford University. Er schrieb seine Dissertation über den kognitiven Status von Metaphern bei Jehoschua Bar-Hillel. Parallel zum Studium arbeitete er in einem Aliat Hanoar Jugenddorf. Nach dem Erwerb des Ph. D. mit summa cum laude im Jahr 1970 war er bis 1973 als Lecturer und bis 1979 als Senior Lecturer an der Hebräischen Universität tätig. Im Jahr 1980 wurde er zum Associate Professor ernannt und erhielt im Jahr 1998 den Lehrstuhl des Shulman Professors für Philosophie. Im Jahr 2006 wurde er emeritiert. Er ist seit Juli 2006 George F. Kennan Professor für Philosophie am Institute for Advanced Study in Princeton, New Jersey. 2011 wurde er zum Mitglied der Israelischen Akademie der Wissenschaften gewählt.
Margalit hatte Gastprofessuren in Harvard (1974/75), am Wolfson College, Oxford (1979/80), am Max-Planck-Institut für Bildungsforschung in Berlin (1984/85), in Prag, Florenz und an der New York University. Im Jahr 1999 hielt er die Horkheimer Vorlesung an der Universität Frankfurt sowie 2005 die Tanner Lectures an der Stanford University. Im Jahr 2001 erhielt er den internationalen Spinoza Lens Preis der International Spinoza Foundation in Amsterdam und 2007 wurde er mit dem EMET-Preis für exzellente akademische und berufliche Leistungen im Bereich Humanities ausgezeichnet. Margalit ist Mitglied des Center for the Study of Rationality in Jerusalem.
Margalit war eines der ersten Mitglieder von Schalom Achschaw und hat sich aktiv in der israelischen Friedensbewegung beteiligt. Über die Lehre hinaus hat er oftmals zu tagespolitischen Fragen öffentlich Stellung bezogen und unter anderem Aufsätze in dem politischen Magazin The New York Review of Books veröffentlicht. Im August 2023 gehörte er zu den Unterzeichnenden des Manifests „The Elephant in the Room“, das Israels Besetzung der Palästinensischen Autonomiegebiet, Gazastreifen, Westjordanland und Ostjerusalem, als Apartheid-Regime verurteilte. Zu den Forderungen des Manifestes zählt, die von den Unterzeichnern wahrgenommene Impunität Israels auf internationaler Ebene zu beenden.
Er war mit Edna Ullman-Margalit verheiratet, die bis zu ihrem Tod ebenfalls als Professorin der Philosophie an der Hebräischen Universität lehrte.

## Werk
Margalit befasste sich im Schwerpunkt mit der Philosophie der Sprache, dem Thema der praktischen Vernunft und der Sozial- und politischen Philosophie.
- In Idolatry untersuchen Margalit und Mosche Halbertal die Frage nach den Ursachen des Hasses zwischen den Religionen.
- Views in Reviews: Politics and Culture in the State of the Jews enthält in sechzehn Aufsätzen kritische Analysen zur politischen Geschichte und zum Mythos des Staates Israel.
- In The Ethics of Memory vertritt Margalit zum einen die These, dass Erinnerungen in der Entstehung einer politischen Gemeinschaft eine grundlegende Rolle spielen. Zum anderen haben die Mitglieder einer solchen Gemeinschaft die Pflicht zur Erinnerung. Ohne Erinnerung kann eine soziale Gemeinschaft nicht die Herkunft und Bedeutung ihrer Werte erklären.
- Das Buch The Decent Society ist ein Gegenentwurf zu klassischen Gerechtigkeitstheorien. Gerechtigkeit kann für Margalit erst entstehen, wenn eine Gesellschaft eine „anständige Gesellschaft“ ist. Hierunter versteht er eine Gesellschaft, in der die Menschen nicht durch Institutionen gedemütigt werden. Hierbei untersucht er die Bedeutung von Konzepten wie Selbstachtung, Selbstwert, Ehre und Integrität sowie die Frage wie Demütigungen in Bereichen wie Wohlfahrt, Beschäftigung oder Bestrafung wirksam werden.
- Occidentalism ist eine Betrachtung der westlichen Kultur mit den Augen des Orients. Für die islamischen Kulturen ist der Westen Ausdruck eines sündhaften städtischen, im Gegensatz zu einem sittlichen ländlichen Leben, Werte werden durch Handel ersetzt und das Leben ist materialistisch. So ist der Westen Repräsentant des Bösen. Eine Lösung dieses Konfliktes der Werte kann nur durch eine gezielte Politik der Toleranz gefunden werden.

## Auszeichnungen
- 2011: Dr.-Leopold-Lucas-Preis[3]
- 2012: Philosophischer Buchpreis für Über Kompromisse und faule Kompromisse
- 2012: Ernst-Bloch-Preis[4]
- 2018: Mitglied der American Philosophical Society[5]

## Veröffentlichungen (Auswahl)
- Meaning and Use, Kluwer Academic Publishers, 1979
- Isaiah Berlin: A Celebration, gemeinsam mit seiner Frau Edna Ullman-Margalit, Chicago University Press 1991
- Idolatry, mit Mosche Halbertal und Naomi Goldblum, Cambridge/Mass. 1992
- mit Gabriel Motzkin: The Uniqueness of the Holocaust. In: Philosophy and Public Affairs, 1996, S. 65–83
- Views in Reviews: Politics and Culture in the State of the Jews, Farrar Straus & Giroux 1998
- Der Ring. Über religiösen Pluralismus. In: Rainer Forst (Hrsg.): Toleranz, Campus, Frankfurt 2000, 162–176
- The Ethics of Memory, Harvard University Press 2002, (Rezension The Guardian, Rezension hsozkult (PDF; 74 kB), Rezension H-net), deutsch (frühere und kürzer Fassung): Ethik der Erinnerung. Max Horkheimer Vorlesungen, S. Fischer, Frankfurt 2000, ISBN 978-3-596-14717-5
- The Decent Society: (1996) translated by Naomi Goldblum, deutsch: Politik der Würde. Über Achtung und Verachtung, Fischer 1999, ISBN 978-3-596-14266-8
- Occidentalism. The West in the Eyes of Its Enemies, zusammen mit Ian Buruma, 2004, deutsch: Okzidentalismus. Der Westen in den Augen seiner Feinde, Hanser München, ISBN 978-3-446-20614-4 (Leseprobe (PDF; 56 kB), Rezension sicetnon; PDF; 40 kB)
- On Compromise And Rotten Compromises, Princeton University Press, 2010[6]
- Über Kompromisse und faule Kompromisse, Suhrkamp, 2011